# Université d'Australie-Méridionale
L'université d'Australie-Méridionale (en anglais : University of South Australia ou UniSA) est une université publique située dans la ville d'Adélaïde en Australie-Méridionale. Elle a été créée en 1991 par la fusion du South Australian Institute of Technology avec les Colleges of Advanced Education. L'une de ses composantes, la South Australian School of Arts, remonte à 1856 ce qui en fait l'une des plus anciennes écoles de Lettres en Australie. C'est la plus grande université d'Australie-Méridionale avec plus de 32 000 étudiants. 

## Présentation
L'université est à la pointe dans l'enseignement technique et la recherche appliquée, mais aussi est membre fondateur de l'Australian Technology Network. Elle possède quatre campus métropolitains à Adélaïde et deux campus régionaux à Whyalla et Mount Gambier. Les campus de la capitale ont des formations spécifiques: City West Magill se concentre sur l'architecture, les lettres et les sciences humaines et sociales; City East se spécialise dans la santé, la biologie médicale, la pharmacie et les soins infirmiers; Mawson Lakes enseigne les disciplines techniques, éducatives et scientifiques. Les campus régionaux sont plus généralistes. Il n'a pas de département d'Histoire. 
L'université d'Australie-Méridionale a été classée 291e en 2007 par le Times Higher Education Supplement dans la liste des Top 400 Universités. 
The South Australian School of Arts, une école du secteur de l'éducation, des arts et des sciences sociales, fournit la bourse la plus prestigieuse des arts visuels en Australie, la bourse d'études Gordon Samstag. 

## Structure

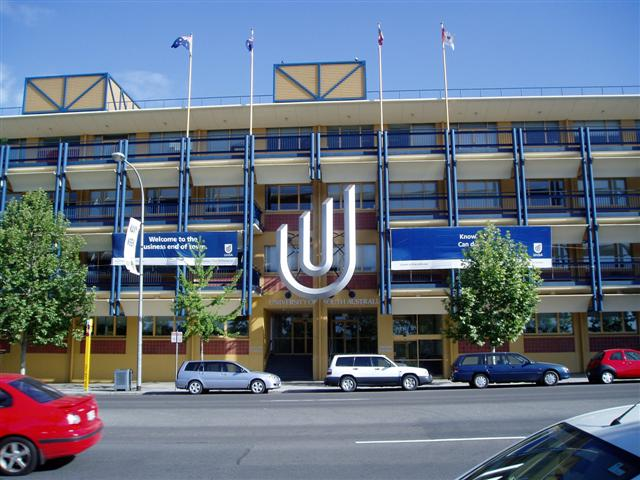
UniSA City West Campus

- Département de l'Enseignement, des Lettres et des Sciences Sociales (Division of Education, Arts and Social Sciences
  - The School of Communication, Information and New Media
  - The School of Education
  - The School of International Studies
  - The Louis Laybourne Smith School of Architecture and Design
  - The School of Psychology
  - The School of Social Work and Social Policy
  - The South Australian School of Art
  - Unaipon School of The David Unaipon College of Indigenous Education and Research[8]
- Département des Sciences de la Santé (Division of Health Sciences)
  - The School of Health Sciences
  - The School of Nursing and Midwifery
  - The School of Pharmacy and Medical Sciences
- Département des Affaires (Division of Business)
  - The School of Commerce
  - The School of Law
  - The School of Management
  - The School of Marketing
  - The International Graduate School of Business
- Département des techniques de l'information, des Sciences de l'Ingénieur et de l'Environnement (Division of Information Technology, Engineering and the Environment)
  - School of Advanced Manufacturing and Mechanical Engineering
  - School of Computer and Information Science 
    - Advanced Computing Research Centre 
      - Wearable Computer Lab.

  - School of Electrical and Information Engineering
  - School of Mathematics and Statistics
  - School of Natural and Built Environments